# Eva Frank

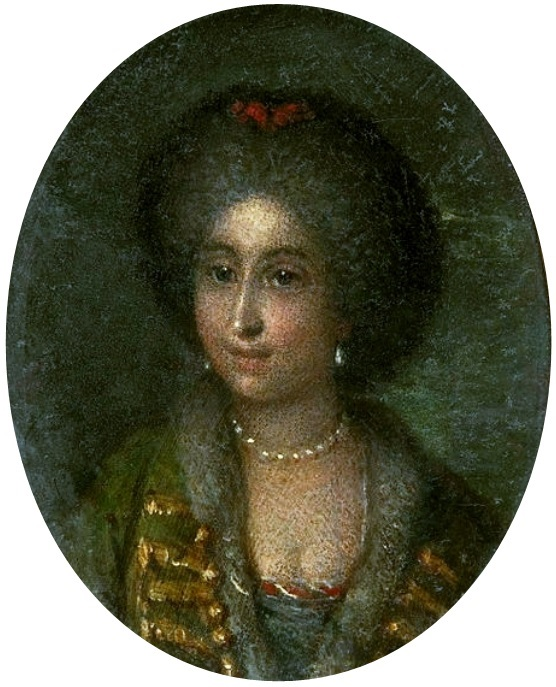
Eva Frank, 1775

Eva Frank (* Oktober 1754 als Rachel ben Lev oder Lebowicz in Nikopol; † 7. September 1816 in Offenbach am Main) war die einzige Frau, die als jüdischer Messias galt. Sie stand an der Spitze der frankistischen Sekte in Offenbach am Main. Im Frankismus galt sie als Manifestation der Schechina.

## Sabbatianismus und Frankismus – Schechina
Die jüdische Bewegung des Frankismus hat ihre Wurzeln im Sabbatianismus. Der osmanische Jude Schabbtai Zvi (1626 – 1676) begann schon um 1648, sich als Messias der jüdischen Religionsgemeinschaft darzustellen, hatte damit aber erst 1665 Erfolg, als der Kabbalist Nathan von Gaza sich Schabbtai Zvi anschloss. Die religiöse Bewegung lehnte den Talmud und die darin beschriebenen Gesetze ab, weshalb ihre Mitglieder oft auch Kontratalmudisten genannt wurden. Sie bauten ihre Lehren auf einer Neuinterpretation der Lehren der Kabbala auf. Der Sabbatianismus verbreitete sich in Osteuropa schnell und trat in Widerspruch zu den Lehren der Rabbiner, was etliche Auseinandersetzungen zwischen Vertretern des Sabbatianismus und jenen der klassischen Auffassung des Talmuds zur Folge hatte. Nach dem Tod Schabbtai Zvis wurde die Dominanz der Glaubensrichtung zwar schwächer, vor allem im Osmanischen Reich blieb aber die Dönme-Sekte erhalten, die die sabbatianischen Lehren verdeckt weiterführte.
In der Dönme-Sekte fand dann auch Jakob Frank, Eva Franks Vater, den Ausgangspunkt der frankistischen Glaubensrichtung. Er inszenierte sich als neuer Messias der sabbatianistischen Sekte und direkten Nachfolger von Schabbtai Zvi. Er führte seine Anhänger vom Osmanischen Reich nach Polen, Tschechien und zuletzt nach Deutschland. Kleine frankistische Gemeinschaften bildeten sich in ganz Europa. Eine wesentliche Rolle im Frankismus spielt das Bild der Schechina. Sie gilt im Judentum als Geist Gottes, der in der tatsächlichen Welt durch sie zum Ausdruck kommt. Der Frankismus lehnt den Begriff Schechina aber ab und verwendet stattdessen den christlichen Begriff der Jungfrau. Jakob Frank erklärte, dass sich die Schechina im Laufe der Geschichte in verschiedenen Personen manifestierte und trotz etlicher Versuche nie eindeutig identifiziert werden konnte. Jetzt allerdings sei klar, dass Eva Frank die Rolle der Schechina, des weiblichen Messias spiele. Das Bild der frankistischen Jungfrau baut wesentlich auf der Marienverehrung der schwarzen Madonna von Częstochowa auf. Diese sollte zur Schechina führen, weshalb auch die Taufe der Anhänger des Frankismus ein notwendiger Teil auf dem Weg zu ihr war. Ab wann Jakob Frank seine Tochter Eva explizit als Schechina bezeichnete, ist allerdings unklar und geht aus den Quellen nicht eindeutig hervor. Möglicherweise bezeichnete sich auch Eva Frank selbst nach Jakobs Tod als Schechina.

## Leben

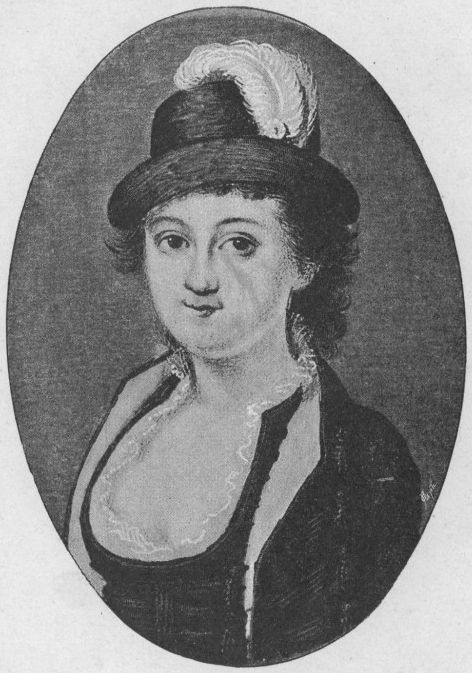
Plakette mit Bild von Eva Frank

### Kindheit
Eva Frank wurde im Oktober 1754 als Tochter von Chana und Jakob ben Lev (auch Lebowicz, nach ihrer Taufe Frank) in Nikopol im Osmanischen Reich als Rachel geboren, den Namen Eva erhielt sie erst nach ihrer Taufe. Die ersten Monate ihres Lebens verbrachte sie im sozialen Umfeld der auf Schabbatai Zvi zurückgehenden Dönme-Sekte. Im Dezember 1755 reiste sie mit ihrer Mutter nach Polen, um dort Jakob Frank zu treffen, der bereits kurz nach Evas Geburt abgereist war. Dieser wurde allerdings im Juni 1756 aufgrund der von den christlichen und traditionellen jüdischen Institutionen nicht geduldeten Rituale der Frankisten festgenommen. Die Rolle Eva Franks als zukünftige Führerin der Frankistinnen und Frankisten oder zumindest als Person, die religiöse Ideen verkörpere, dürfte für Jakob Frank bereits relativ früh klar gewesen sein. So ist etwa überliefert, dass Jakob sie im Jahr 1758 als „Königin“ bezeichnete und sie als die Manifestation der rabbinischen Estherbeschreibung verstand.

### In Polen
Der nächste überlieferte Vermerk Eva Frank betreffend bezieht sich auf den 1. März 1760, das Datum ihrer Taufe. Zu dieser Zeit lebte Eva Frank mit ihrer Mutter vermutlich in Lemberg und Warschau. Im Jahr 1762 zogen sie zu der polnischen Landadligen Katharina Kossakowski. Mit ihr als Taufpatin ließen sich Chana und Eva Frank am 2. Juli 1763 ein zweites Mal taufen. Im Jahr 1763 wurde es Chana und Eva, nachdem sie seit Beginn ihres Aufenthalts in Polen unter anderem durch einige Bittschreiben an die Nuntiatur darauf hingearbeitet hatten, gestattet, zu dem seit 26. Februar 1760 im Kloster Czestochowa in Gefangenschaft gehaltenen Jakob Frank zu ziehen. Während ihres Aufenthalts starb Chana Frank am 25. Februar 1769. Jakob Frank verlangte von Eva, dass sie weiterhin mit ihm im Kloster lebe. Entgegen den gesellschaftlichen Konventionen erlaubte Jakob Eva auch nicht zu heiraten. Bereits zur Zeit von Jakobs Gefangenschaft dürfte Eva eine wesentliche Rolle in der Sekte der Frankistinnen und Frankisten gespielt und Jakob Frank teilweise als Anführer vertreten haben. Während seiner Gefangenschaft ließ Jakob in Anlehnung an die Marienverehrung und die Schwarze Madonna im Kloster Czestochowa kleine Porträts von Eva anfertigen, die heute in der Israelischen Nationalbibliothek in Jerusalem aufbewahrt werden. Zu Jakobs Lebzeiten bezeichnete er Eva aber nicht als Schechina, er sah es als seine Aufgabe, die „Jungfrau“ zu befreien, auf die die Madonna von Czestochowa hinwies.
Im Jahr 1772 wurde das Kloster von der russischen Armee eingenommen, woraufhin Eva es mit ihrem Vater 1773 verlassen konnte. Ob sie bewusst freigelassen wurden oder im Rahmen der Wirren der Eroberung entkommen waren, ist nicht überliefert. Eva verbrachte einige Tage in einem Dominikanerkloster in Góry, während Jakob seine Söhne in Warschau besuchte. Der Aufenthalt war aber nur kurz, denn schon im März 1773 reiste Eva mit ihrem Vater nach Brünn. Bemerkenswert ist aber trotzdem, dass sich Jakob offenbar zu diesem Zeitpunkt entschied, Eva zu seiner Nachfolgerin zu machen, da sie während der Haft in Czestochowa immer bei ihm gewesen war, im Gegensatz zu seinen Söhnen. Unklar ist, warum Eva ihren Vater nicht nach Warschau begleitete, um ihre Brüder zu sehen. Dieser Umstand dient unter anderem als Grundlage für Spekulationen, die die Mutter von Eva Frank nicht in Chana Frank sahen. Diese Spekulationen sollten später von Jakob und vor allem Eva selbst weiter angestachelt werden.

### In Wien und Brünn
In Brünn wohnten Eva und Jakob mit ihrem Gefolge zuerst im Wirtshaus „Zum blauen Löwen“, bevor sie im Sommer in die Neugasse übersiedelten. Dort lebte auch Franks Cousine Schöndl (Katharina) Dobruska. Eine wesentliche Rolle für die Entscheidung für Brünn dürfte auch die Hoffnung Jakobs gewesen sein, sich durch Eva bzw. mit ihrer Hilfe Zugang zum Kaiserhof zu verschaffen, um zu erreichen, dass den Frankistinnen und Frankisten ein eigenes Stück Land zur Verfügung gestellt wird. Dort lernte Eva auch „die Fremdsprachen“ also wahrscheinlich Deutsch und Französisch, die Voraussetzung für den Einzug in höhere Kreise der Gesellschaft waren. In Brünn ließ Jakob ähnliche Porträts von Eva anfertigen wie in Czestochowa, auch sie waren der Marienikone nachempfunden. Diese wurden an frankistische Gemeinden in Warschau und Hamburg gesendet.

#### Rolle am Kaiserhof
Eva soll zu mehreren höheren Personen Beziehungen unterhalten haben, gerüchtehalber auch zu Joseph II., der sie des Öfteren im Schloss Laxenburg empfangen haben soll. Jakob könnte geplant haben, ein Stück des Osmanischen Reichs für sich zu beanspruchen, weshalb er Kontakt zum Kaiser suchte, dieser Kontakt ist aber nicht belegt. Nur in der frankistischen Chronik ist die Rede von Gesprächen mit dem Kaiser, in den Protokollen des Wiener Kaiserhofs scheinen sie nicht auf. Fakt ist, dass Jakob mit Eva mehrmals nach Wien reiste, sie „ging im Prater spazieren und schwamm in der Donau. Sie beteten im Stephansdom und in der Schottenkirche“. Jakob Frank führte seine Tochter in der Hoffnung auf künftige Macht und Einfluss in höhere Wiener Kreise ein, vermutlich auch, um den Hof in Brünn zu finanzieren. Möglicherweise gab Jakob Eva als uneheliche Tochter von Zarin Elisabeth I aus, doch auch das ist nicht belegt. Dass Eva Bekanntschaften mit hohen Persönlichkeiten der Wiener Gesellschaft sowie Zugang zu politisch bedeutenden Kreisen hatte, scheint aber sehr wahrscheinlich. Auch den russischen Fürsten Zar Paul I. soll Eva gekannt haben. Er soll sie gemeinsam mit Joseph II. in Brünn besucht haben.
Im Jahr 1784 kam es aber zu einem Zerwürfnis mit Joseph II, der von Jakob verlangte, seine Schulden zurückzuzahlen, deren Aufnahme notwendig geworden war, um den Hof in Brünn zu erhalten. Das führte dazu, dass die Frankisten Brünn verlassen mussten, ist aber auch ein Hinweis auf tatsächlichen Kontakt zwischen Joseph II und der Familie Frank.

### In Offenbach
Eva zog daraufhin mit ihrem Vater und den Anhängerinnen und Anhängern der Sekte nach Offenbach am Main, da der Fürst der Stadt, Wolfgang Ernst von Ysenburg, ihnen dort das Isenburger Schloss zur Verfügung stellte. Es ist nicht überliefert, ob die Frankisten das Schloss nur mieteten oder kauften. Manche Quellen berichten von einem Angebot in der Höhe von 3 Millionen Gulden, das der Ysenburger Fürst der Sekte machte. Bevor sie zwischen 1786 und 1788 in Offenbach einziehen konnten, mussten die Frankisten die Zeit der Renovierung des Schlosses im Ort Oberrad verbringen. Das Leben der Sekte war Thema vieler Spekulationen der Bewohner Offenbachs. Das Magazin „Die Gartenlaube“ etwa, oder auch der Autor A. G. Schenck-Rinck mystifizierten den Hof durch übertriebene und fantastische Berichterstattung. Möglich machte diese Mystifizierung sicher auch, dass sich die „christlichen Juden“ zwar sehr stark von der Welt um sie herum abgrenzten, sich zu bestimmten Anlässen aber sehr glamourös präsentierten. So glich der sonntägliche Gang zur Kirche einer Prozession. In ihrer Zurückgezogenheit dürfte es den Mitgliedern der Sekte aber an nichts gefehlt haben. Der Hof unterhielt etwa eine eigene bewaffnete Garde.

### Als religiöse Führerin
Jakob Frank starb am 10. Dezember 1791. Da die Sterblichkeit von Jakob Frank unter den Frankisten als strittig galt bzw. geleugnet wurde, versuchten Eva und ihre Brüder Rochus und Joseph zunächst seinen Tod zu leugnen, indem sie sich beim Besuch der Kirche etwa als Jakob verkleideten. Nachdem das Unternehmen wenig überraschend gescheitert war, setzte sich Eva als Nachfolgerin Jakobs unter anderem gegen Moses Dobruschki durch, einen der einflussreichsten Frankisten, der erfolgreicher Unternehmer war und später sogar geadelt wurde. Eva wurde von nun an als „Heilige Herrin“ bzw. als „Heilige Mutter“ bezeichnet. Das ehemalige Zimmer Jakobs blieb unberührt und wurde zum Beten genutzt.
Um sich finanziell abzusichern, vergab die Sekte nun Patenschaften an potenzielle Kreditgeber. Außerdem nahm der Hof immer mehr Schulden vor allem bei Frankfurter Juden auf. Auch die Neuankömmlinge, die sich in Offenbach in den Dienst von Eva Frank bzw. der Sekte begaben, hatten Geschenke erheblichen Werts mitzubringen. Glaubt man dem Bericht eines zu dieser Zeit am Hof lebenden Frankisten, begann um das Jahr 1800 die Autorität Eva Franks als „Heilige“ aufgrund der verlangten Geschenke abzunehmen. Ihr Wert entsprach nicht selten dem gesamten Vermögen des Überbringers. So nehme man den Ankömmlingen alle Mittel, die ihnen gestatten würden, den Hof zu verlassen. Es bleibt aber allgemein unklar, inwiefern Mitglieder die Sekte verlassen konnten, es wird auch über die Bestrafung eines Mitglieds gesprochen, das fliehen wollte, sowie über eine Flucht berichtet, die unbemerkt stattfinden musste. Trotz der prekären finanziellen Lage übte die frankistische Gemeinde immer noch einen starken religiösen Einfluss aus.
Anderen Quellen zufolge zogen die Frankistinnen und Frankisten nach dem Tod von Jakob Frank und der damit einhergehenden Abreise vieler Sektenmitglieder in ein kleineres Haus in Offenbach mit Namen „zu den drei Schwestern“ um, das allerdings zu klein war, um alle die vorher beschriebenen Personen aufzunehmen. Auch für militärische Übungen war dort kein Platz.
Ab 1800 begann der Hof der Frankisten stark zu schrumpfen. Eva Frank gab sich als Eva Romanowa aus, also dem Zarenhaus entstammend, und behauptete, der Zar würde die hohen Schulden des Hofes begleichen. So ließ sie im Januar 1800 verkünden: „Auf Allerhöchsten Befehl seiner Kaiserlich russischen Majestät wird sich unser geliebter Bruder den 1. Juli nach Petersburg begeben und nach sechsmonatigem Aufenthalt zurückkehren und unter militärischer Begleitung einen solchen gehörigen Geldtransport mitbringen, welcher alle unsere Gläubiger befriedigen wird“. Zar Alexander I besuchte 1813 tatsächlich die Frankisten in Offenbach, vermutlich aber mehr aus religiösem Interesse, die Schulden beglich er nämlich nicht, allerdings mussten nach seinem Besuch in Offenbach keine neuen Kredite aufgenommen werden, die tatsächliche Rolle der russischen Zarenfamilie bleibt also unklar. Dass Eva während der Haft ihres Vaters in Polen bei einer Adelsfamilie aufgezogen wurde, gibt aber ebenfalls Anlass zu Spekulationen über ihre „wahre“ Herkunft.

#### Rote Briefe
Die sogenannten „Roten Briefe“ waren eine der letzten Propagandaaktionen der frankistischen Sekte, um neue Mitglieder und so auch neue Einnahmequellen zu generieren. Das Ziel des Anschlusses möglichst vieler Menschen an die Frankisten hatte also zu einem wesentlichen Teil auch finanzielle Hintergründe: Der hoch verschuldete Offenbacher Hof war auf Spenden der Gläubigen angewiesen. Die Briefe waren mit roter Tinte geschrieben, was als Symbol der edomitischen Religion gilt, da „Edom“ mit „Adom“, also „Rot“ gleichgesetzt wurde. Zwei der drei Briefe wurden noch von Jakob Frank geschrieben. Sie wurden zwischen 1798 und 1800 an verschiedenste jüdische Gemeinden verschickt und enthielten apokalyptische Szenarien, die Jüdinnen und Juden dazu bringen sollten, das Christentum zum Schein anzunehmen, um am Ende darüber zu triumphieren. Auch nahmen sie die Entwicklungen der Französischen Revolution zum Anlass, einen bevorstehenden Untergang zu prophezeien. Die Briefe bestanden hauptsächlich aus Zitaten aus Bibel, Sohar und anderen Werken. Es sollte hier festgehalten werden, dass die Briefe Produkt einer Sekte sind, die Judentum und Christentum ablehnt, und keineswegs eine „jüdische Weltverschwörung“, als die sie teilweise interpretiert wurden. Der Versand der Briefe an jüdische Gemeinden wurde aber teilweise dadurch erschwert, dass sie als „jakobinische Propaganda“ angesehen wurden und gegenrevolutionäre Monarchien wie Österreich und Ungarn ihre Verbreitung zu verhindern suchten. Da sich Polen nämlich an Napoleon annäherte, machte das die Gemeinschaft in Offenbach grundsätzlich verdächtig.

### Tod
Eva Frank starb am 7. September 1816. Die übrigen Sektenmitglieder mussten aufgrund der Schulden von etwa 5 Millionen Gulden das Anwesen verlassen, das danach versteigert wurde. Nach Evas Tod brach die Sekte auseinander, frankistische Schriften, Bilder und andere Relikte, die im Besitz von frankistischen Familien waren, wurden von Boten eingesammelt. Die Gräber von Jakob und Eva Frank blieben aber noch Jahre nach ihrem Tod eine Wallfahrtsstätte. Ähnlich wie bei ihrem Vater Jakob, wurde auch hier die Legende gesponnen, dass Eva eigentlich nicht gestorben sei, sondern durch die Hilfe eines Offenbacher Beamten fliehen konnte.

## Literarische Rezeption
Rezipiert wurde Eva Frank u. a. in den Jakobsbüchern von Literaturnobelpreisträgerin Olga Tokarczuck, die im Jahr 2019 erschienen. Das Werk handelt vor allem vom Leben Jakob Franks, das literarisch aufgearbeitet wurde. Eine wesentliche Rolle darin spielt auch Eva Frank, deren Bedeutung, vor allem gegen Ende hin, zunimmt. In jenen Teilen, in denen der Aufenthalt der Frankisten in Wien und Offenbach beschrieben wird, kann sie als eine Hauptfigur angesehen werden. Außer diesem Werk gibt es wenig literarische Rezeption, vor allem einige Tagebücher bzw. Augenzeugenberichte von ehemaligen Sektenmitgliedern.

## Ikonografie
Die Herstellung von Bildern und Broschen, die Eva Frank darstellen, ist erstmals zur Zeit der Haft Jakob Franks im Kloster Czestochowa dokumentiert. Das Bildnis der schwarzen Madonna dort dürfte Frank neben seinen religiösen Lehren auch zu einer ähnlichen Darstellung von Eva Frank inspiriert haben. Neben den Broschen, die dort und später auch in Brünn produziert wurden, sind aber keine Bilder oder Darstellungen von Eva Frank erhalten.